# Aenigmavis
Aenigmavis is een omstreden geslacht van uitgestorven vogels uit het Geiseltalien (in het Midden-Eoceen) van Europa. Fossielen ervan zijn gevonden in de Messelschaliën, samen met onder andere resten van de primitieve looproofvogel Gastornis.
Aenigmavis was, zoals alle leden van zijn familie (Ameghinornithidae), verwant aan de Zuid-Amerika levende schrikvogels. Vroeger werd gedacht dat het geslacht zelf ook hoorde bij de schrikvogels. Tegenwoordig worden de Ameghinornithidae echter als een aparte familie gezien, wel verwant aan de schrikvogels aangezien ze beide lid zijn van de orde Cariamiformes.
Aenigmavis wordt door sommige wetenschappers gezien als een jonger synoniem van Strigogyps, maar deze classificatie wordt nog niet algemeen geaccepteerd. Zie ook onderverdeling van de Ameghinornithidae.

## Beschrijving
Gerald Mayr publiceerde in 2005 een studie waarin hij de visie verdedigd dat Aenigmavis en Ameghinornis jongere synoniemen zijn van Strigogyps. Dieter Stefan Peters gaf in 2006 echter een reeks kenmerken die volgens hem Aenigmavis van de andere leden van de Ameghinornithidae onderscheiden. Zij zijn:
- anders dan Ameghinornis: Een korter opperarmbeen (87 tegenover 120 millimeter), met een slechts licht naar achteren gebogen bovenkant.
- anders dan SMF-ME 11094 (een exemplaar wiens soort niet gekend is): Grotere vleugelbotten (het opperarmbeen van SMF-ME 11094 is slechts 71,8 millimeter lang), met andere verhoudingen: De verhouding ellepijp/carpometacarpus is groter bij Aenigmavis.
- anders dan Strigogyps dubius: De onderkant van de tibiotarsus is smaller (14 in plaats van 19 millimeter); De rand van de buitenste condylus is perfect cirkelvormig; Aan de meer naar het hoofd toe liggende zijde van deze condylus is de rand meer uitgesproken, terwijl de andere kant volledig glad is. Op de middelste condylus is de put die ten opzichte van de epicondylus craniaal ligt, dieper en stijler.

Hierbij moet opgemerkt worden dat het holotype van Aenigmavis, hoewel het redelijk volledig is, erg is platgedrukt, waardoor de gegeven verhoudingen en metingen onprecies kunnen zijn.
Het gewicht van Aenigmavis moet minder dan een kilogram bedragen hebben. De grootte van de achterpoten en van het opperarmbeen is vergelijkbaar met die van de grijspootsjakohoen. Het spaakbeen en de ellepijp waren echter veel korter.